# S/2011 (2006 BR284) 1
S/2011 (2006 BR284) 1, também escrito como S/2011 (2006 BR284) 1, é o objeto secundário do corpo celeste denominado de 2006 BR284. Ele é um objeto transnetuniano que tem cerca de 49 km de diâmetro e orbita o corpo primário a uma distância de 25 300 ± 300 km.

## Descoberta
S/2011 (2006 BR284) 1 foi descoberto no dia 31 de janeiro de 2006 e sua descoberta foi anunciada em 11 de agosto de 2011.